# Marsha Hunt (skådespelare)
Marsha Hunt, född 17 oktober 1917 i Chicago, Illinois, död 7 september 2022 i Los Angeles, Kalifornien, var en amerikansk film- och teaterskådespelare och politisk aktivist.
Hon filmdebuterade som artonåring i The Virginia Judge 1935 och medverkade i över 110 filmer och TV-produktioner. På grund av att hon offentligt gick ut med stöd för "Hollywood Ten", de första personer som svartlistades av Hollywood under McCarthy-eran, blev hon själv svartlistad under 1950-talet. Det ledde till att hon fram till 1957 hade svårt att få arbete.
Hunt var engagerad politisk aktivist och arbetade bland annat för att motverka svält och hemlöshet. Hon stödde samkönade äktenskap, arbetade för ökad medvetenhet om den globala uppvärmningen och i fredsfrågor.

## Filmografi i urval
- 1936 – Hollywood Boulevard
- 1936 – Oss greker emellan
- 1940 – En man för Elizabeth
- 1940 – Flygkommando
- 1941 – Farväl miss Bishop
- 1941 – Blommor i skugga
- 1941 – Utan skrupler
- 1942 – Mördare i handskar
- 1943 – Vi människor
- 1943 – På villovägar
- 1945 – Domens dal
- 1948 – Reptilen
- 1952 – Hela världen är förälskad